# Siegfried Ruff
Siegfried Ruff, född den 19 februari 1907 i Friemersheim, Duisburg, död den 22 april 1989 i Bonn, var en tysk läkare. Under andra världskriget tjänstgjorde han som läkare inom Luftwaffe.
Ruff utförde bland annat höghöjdsexperiment på lägerfångar i Dachau. Efter andra världskriget åtalades han vid Läkarrättegången, men frikändes. 